# William de Galles
Pour les articles homonymes, voir Cambridge (homonymie), Duc et marquis de Cambridge, Comte de Strathearn, Baron Carrickfergus et Prince William.
Titre
Prince héritier du Royaume-Uni
Depuis le 8 septembre 2022
(2 ans, 11 mois et 7 jours)
William, prince de Galles, né le 21 juin 1982 à Londres, est un membre de la famille royale britannique. Il occupe depuis le 8 septembre 2022 la première place dans l'ordre de succession au trône britannique ainsi qu'au trône de quatorze autres États souverains, les royaumes du Commonwealth, en tant qu'héritier de la Couronne.
Petit-fils de la reine Élisabeth II et fils aîné du roi Charles III, le prince William épouse Catherine Middleton le 29 avril 2011 à Londres. À l'occasion de ce mariage, il est fait duc de Cambridge par Élisabeth II, avec les titres subsidiaires de comte de Strathearn et baron Carrickfergus.
À la mort de sa grand-mère et à l'avènement de son père le 8 septembre 2022, il devient prince héritier des royaumes du Commonwealth. Au Royaume-Uni, il hérite notamment des titres de duc de Cornouailles et de duc de Rothesay de son père devenu roi. Le lendemain, il est fait prince de Galles par le nouveau monarque.

## Biographie

### Premières années

#### Naissance et baptême

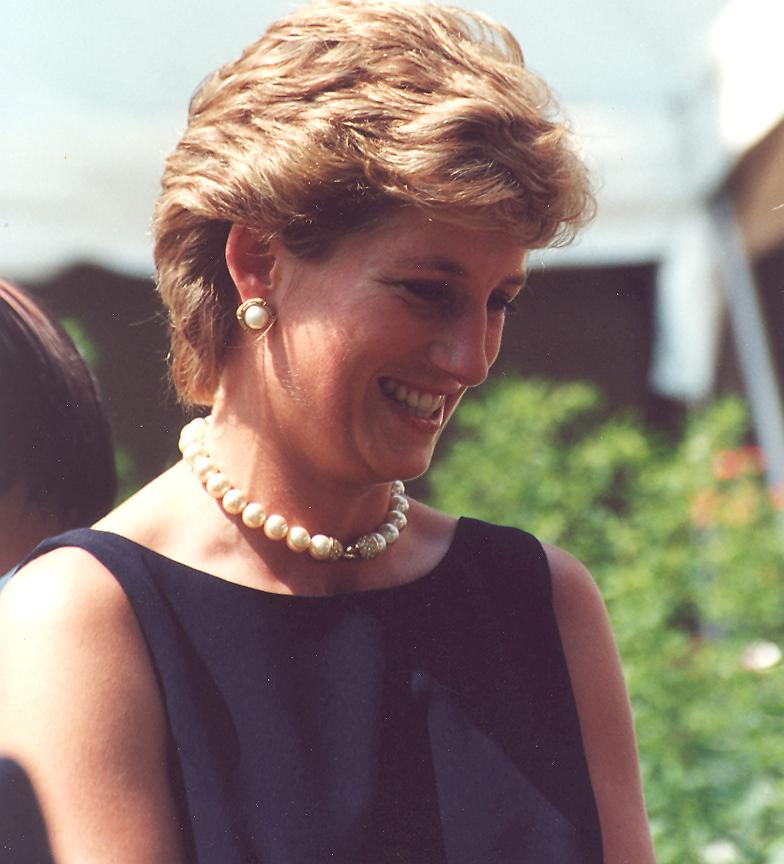
Lady Diana Spencer, mère du prince William.

Le prince William (William Arthur Philip Louis) naît le 21 juin 1982 au St Mary's Hospital de Paddington, à Londres. Fils aîné du roi Charles III, alors prince de Galles, et de Lady Diana Spencer, il est le troisième petit-enfant et deuxième petit-fils de la reine Élisabeth II et du prince Philip. Il est baptisé dans la « Salle de musique » du palais de Buckingham, le 4 août 1982 (jour du 82e anniversaire de son arrière-grand-mère paternelle, la reine mère Elizabeth) par l'archevêque de Cantorbéry, Dr Robert Runcie. Ses parrains et marraines sont Constantin II, Alexandra de Kent, Natalia, duchesse de Westminster, Lady Susan Hussey (en), Lord Romsey (en) et Sir Laurens van der Post.

#### Enfance
En tant que prince héritier et prince de Galles, il est appelé Son Altesse Royale le prince William de Galles, mais il est affectueusement appelé Wombat par ses parents ou Wills (celui-ci est un nom inventé par la presse, par lequel il est encore connu du grand public). À l'âge de sept ans, le petit prince aurait dit à sa mère qu'il voulait être agent de police quand il serait plus âgé, afin d'être en mesure de la protéger ; une déclaration à laquelle son frère répondit : « Oh, non, tu ne peux pas. Tu dois être le roi. ». La première apparition en public de William a eu lieu le 1er mars 1991 (fête de Saint-David), lors d'une visite officielle de ses parents à Cardiff, au pays de Galles. Après leur arrivée par avion, le prince est transporté à la cathédrale de Llandaff où il signe le registre des visiteurs, montrant ainsi qu'il est gaucher. Le 3 juin 1991, William est admis au Royal Berkshire Hospital après avoir été touché sur le côté du front par un camarade brandissant un club de golf. S'il n'a pas perdu connaissance, le prince, atteint d'une fracture du crâne, est opéré au Great Ormond Street Hospital, ce qui entraîne une cicatrice permanente.
La mère de William souhaite que ses deux fils multiplient des expériences plus ouvertes que celles dont les enfants royaux jouissaient jusqu'alors. Diana emmène William et son frère au parc d'attractions Walt Disney et au fast food McDonald's ; ils visitent également des cliniques spécialisées pour les personnes touchées par le virus du sida et des refuges pour les sans-abri. Par ailleurs, elle achète des objets typiquement utilisés par les adolescents, comme les jeux vidéo. Diana, princesse de Galles, séparée du prince de Galles, meurt dans un accident de voiture à Paris en 1997. William, avec son frère et son père, se trouvent à l'époque au château de Balmoral, et le prince de Galles attend jusqu'au lendemain matin pour annoncer à ses fils la mort de leur mère. À l'enterrement de sa mère, le prince William accompagne son père, son frère, son grand-père paternel et son oncle maternel en queue du cortège funèbre du palais de Buckingham à l'abbaye de Westminster.

#### Éducation

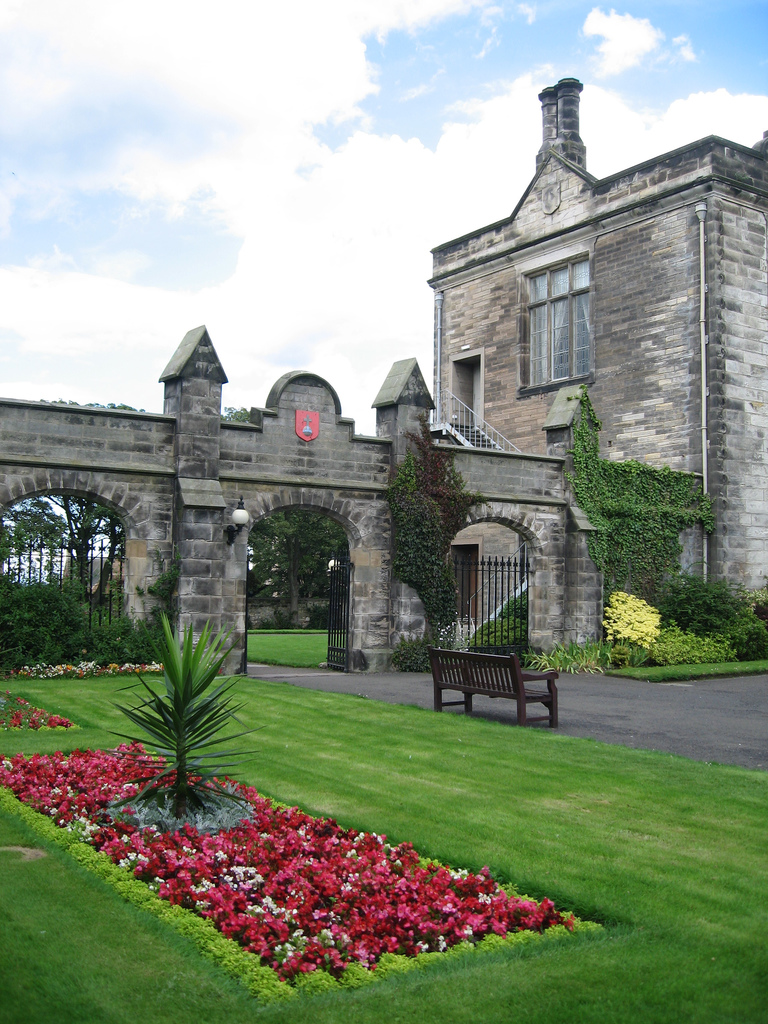
Quadrilatère du United College à St. Andrews.

Scolarisé à l'âge de trois ans à l'école maternelle de Madame Mynor, il entre en 1987 à la Wetherby School (école privée de Notting Hill), toujours à Londres où il est par la suite élève, pendant cinq ans, à la Ludgrove School jusqu’en 1995, assistant également au cours particulier d'été dirigé par Rory Stewart. William réussit l'examen d'entrée au collège d'Eton (Windsor). Il y étudie la géographie, la biologie et l’histoire de l'art pour son A-level, obtenant un A en géographie, un C en biologie et un B en histoire de l'art,. À Ludgrove, il  pratique de nombreuses activités sportives : football, natation, basket-ball, tir aux pigeons d'argile et cross-country. À Eton, il  continue à jouer au football, en tant que capitaine de son équipe, et se met au water-polo. La décision d'inscrire William à Eton va à l'encontre de la tradition familiale qui est d'envoyer les enfants royaux à Gordonstoun (le grand-père du prince William, son père, deux oncles et deux cousins y étaient élèves). Il suit en revanche la voie des Spencer : le père de la princesse Diana et son frère avaient suivi les cours d'Eton. Il est également convenu entre la famille royale et les tabloïds anglais que William puisse étudier librement sans l'intrusion des paparazzi en échange d'informations régulières sur la vie du prince. Ainsi, le baron Wakeham, président de la Press Complaints Commission, dit de cet accord : « Le Prince William n'est pas une institution, ni une star de télévision, ni un héros du football, c'est un garçon : lors des prochaines années, peut-être la partie la plus importante et parfois la plus douloureuse de sa vie, il va grandir et devenir un homme. »
Après l'obtention de ses A-levels, le prince prend une année sabbatique au cours de laquelle il participe avec l'armée de terre britannique à un entraînement au Belize ; puis, pendant dix semaines, dans le cadre de projets communautaires, il donne des cours aux enfants au Chili. C'est à cette époque et à cet endroit qu'il vit avec d'autres jeunes enseignants, partagé les tâches ménagères et fait aussi du bénévolat, en tant qu'animateur radio invité par la station de radio locale. Il travaille aussi dans la ferme biologique de son père en Grande-Bretagne et visite plusieurs pays d'Afrique, souvent en compagnie de son frère.
Son année sabbatique terminée, il retourne au Royaume-Uni et, sous le nom de « William Wales »,, intègre en 2001 l’université de St. Andrews en Écosse. Cette nouvelle entraîne une augmentation temporaire du nombre de demandes à St. Andrews, principalement de jeunes femmes qui veulent provoquer une occasion de rencontrer le prince. Cependant, cette attention toute particulière ne le dissuade pas[pas clair] et il s'inscrit dans un cursus de licence en histoire de l'art pour finalement changer de discipline au profit de la géographie, décrochant en juin 2005 une maîtrise dans cette matière. Il devient l'héritier du trône le plus diplômé. À l'université, le prince William représente également l'équipe nationale universitaire de water-polo au tournoi du Celtic Nations en 2004. Il est surnommé « Steve » par les autres étudiants afin de masquer son identité aux journalistes.
En 2014, il suit un cursus de dix semaines en gestion agricole à l'université de Cambridge, afin de mieux diriger le duché de Cornouailles.

### Carrière militaire

#### Officier dans l'armée
Ayant décidé d'embrasser une carrière militaire, le prince William assiste en octobre 2005 à une sélection sur quatre jours au RCB à Westbury dans le Wiltshire où il subit une série de tests d'aptitude pour devenir un officier de l'armée. Après avoir réussi la sélection, le prince William est admis à la prestigieuse Académie royale militaire de Sandhurst en janvier 2006. Il suit avec succès les cours et en ressort avec un diplôme d'officier, le 15 décembre 2006, lors d'une cérémonie à laquelle assistent la Reine et le prince de Galles, avec d'autres membres de la famille royale, et à l'issue de laquelle le prince William est officiellement promu lieutenant à minuit. Le prince, sous le nom de « Lt. William Wales », suit son jeune frère le prince Harry dans le régiment Blues & Royals des Horse Guards après avoir débuté le 16 mars 2007 une formation militaire de quatre mois pour devenir officier commandant de blindés au camp Bovington dans le Dorset en Angleterre. Deux ans plus tard, il obtient son brevet de pilotage[De quoi ?] après une formation des pilotes à la RAFC Cranwell (en).

#### Pilote dans la Royal Air Force
En 2009, le prince est transféré à la Royal Air Force. Promu capitaine de l'armée de l'air, il  suit une formation de vol sur hélicoptère afin de devenir pilote à plein temps à la RAF Search & Rescue Force. À l'automne 2010, il achève sa formation aéronautique et est affecté au 22e escadron de la Royal Air Force exerçant les fonctions de copilote sur l'hélicoptère de recherche et de sauvetage le Westland Sea King.

#### Sauvetage en mer
Le prince William participe à sa première opération de sauvetage (en tant que copilote RAF d'hélicoptère Sea King) le samedi 2 octobre 2010, répondant à un appel d'urgence des garde-côtes de Liverpool. Avec trois autres membres d'équipage, il porte secours à un homme victime d'une crise cardiaque sur une plate-forme pétrolière en mer dans la baie de Morecambe et l'évacue vers un hôpital local.

#### Fin de carrière

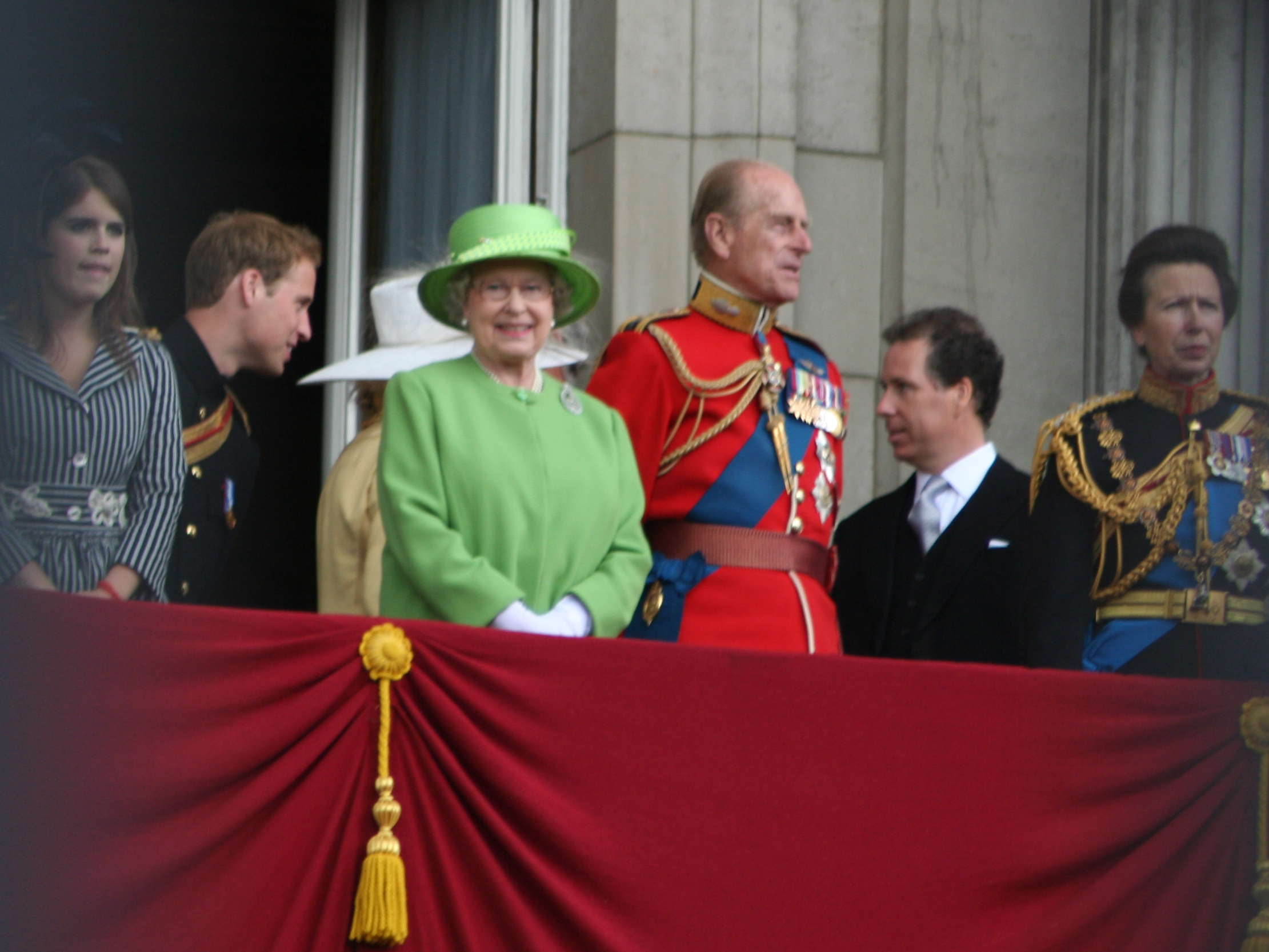
Le prince William (2e à gauche) en uniforme militaire au balcon du palais de Buckingham à Londres durant le « Salut aux couleurs » en 2007.

Le prince William quitte les forces armées en septembre 2013 afin de se consacrer pleinement à ses activités officielles.

### Carrière de pilote
Après avoir quitté ses fonctions de la Royal Air Force, le duc de Cambridge intègre, au printemps 2015, comme pilote, l’organisation caritative East Anglian Air Ambulance (en) basée à Cambridge. Il met un terme à cette mission en 2017.

### Devoirs royaux et carrière professionnelle

#### Premiers voyages officiels
Le prince William commence à accompagner ses parents en visite officielle à un âge précoce ; son premier déplacement royal à l'étranger s'effectue avec ses parents en Australie et en Nouvelle-Zélande en 1983, une décision prise par la princesse de Galles et considérée comme non conventionnelle, car non seulement William est très jeune, mais les deux premiers prétendants au trône de la 1re et 2e lignée doivent voyager ensemble. Il accompagne à la fois ses deux parents ou son père lors d'autres visites, et, après l'obtention de son diplôme à l'université, il commence de lui-même à exercer ses devoirs royaux et acquiert l'expérience nécessaire sur le marché du travail, comme dans la gestion des terres de Chatsworth House ou lors de son stage en entreprise à la HSBC.

#### Premiers devoirs royaux

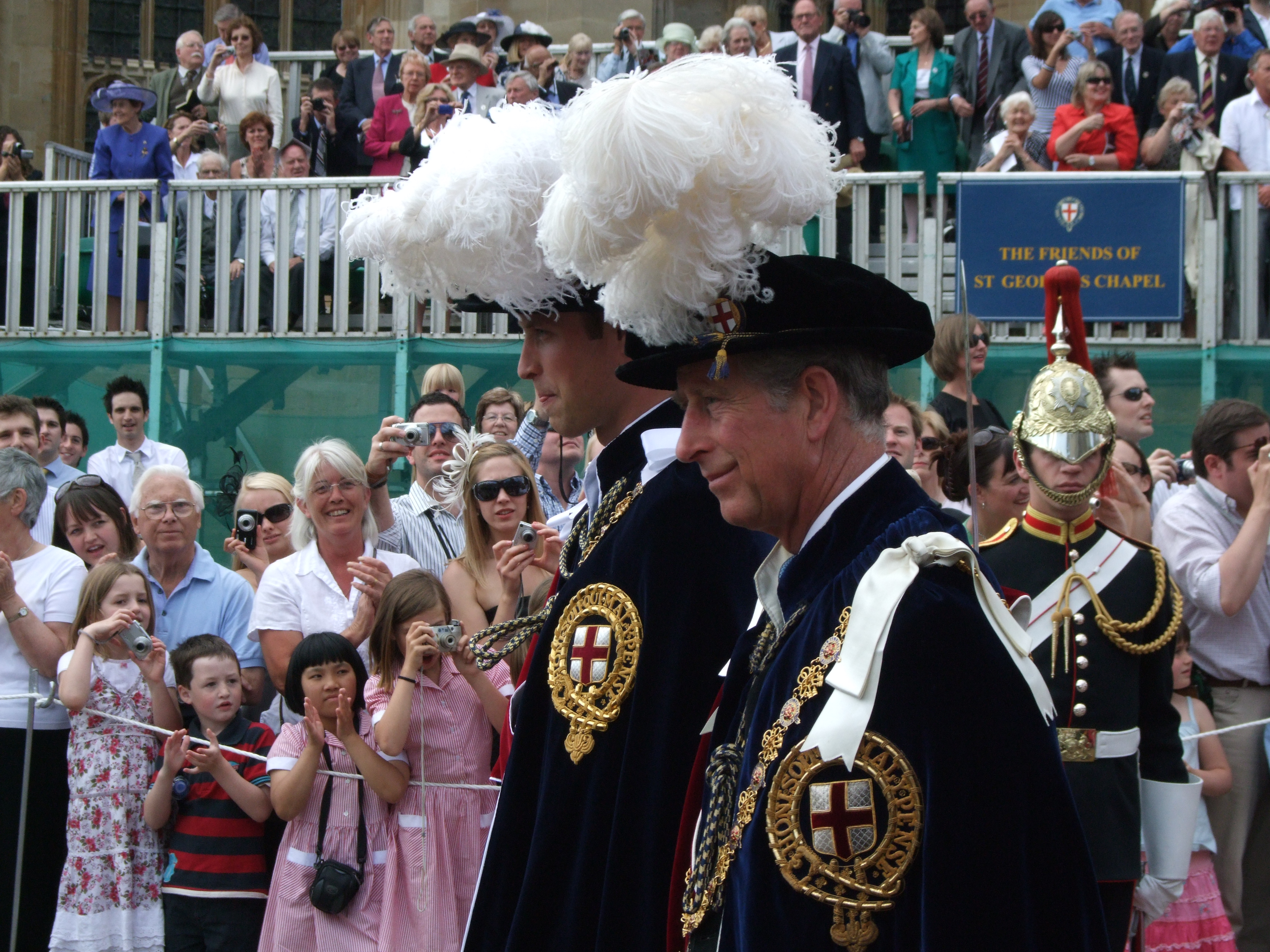
Le prince William et son père en tenue de chevalier de la Jarretière.

À l’âge de 21 ans, le prince William est nommé conseiller privé et commence ses devoirs royaux en remplaçant la reine pour assister à la réunion des chefs de gouvernement du Commonwealth en 2003 au Nigeria. Pour son 21e anniversaire, il a accompagne son père pour une visite royale au pays de Galles où ils visitent le Salon de l'Alimentation d'Anglesey et participent à la cérémonie d'ouverture d'un centre pour les sans-abri à Newport.

#### Visites à l'étranger
En juillet 2005, il effectue sa première visite à l'étranger en Nouvelle-Zélande, représentant sa grand-mère dans son rôle de chef d'État de la Nouvelle-Zélande, afin de participer aux commémorations de la Seconde Guerre mondiale. Pour le 30e anniversaire de l'association caritative « The Prince's Trust », les princes William et Harry sont interviewés ensemble pour la première fois par Ant & Dec (it). En juillet 2007, le prince William accompagne son cousin le duc de Kent, qui est président de l'Association scoute britannique, à l'ouverture du 21e Jamboree mondial, célébrant le centenaire de la fondation du scoutisme.
Tina Brown déclare en 2007, dans la biographie de Diana, princesse de Galles, que le prince William a, comme son père, exprimé le désir de devenir gouverneur général d'Australie, une option peu probable selon l'ex-Premier ministre australien John Howard, qui déclare : « Nous avons depuis longtemps accepté l'idée que la personne qui occupe ce poste doit être en tout point un citoyen australien. »

#### Rôle croissant dans la monarchie

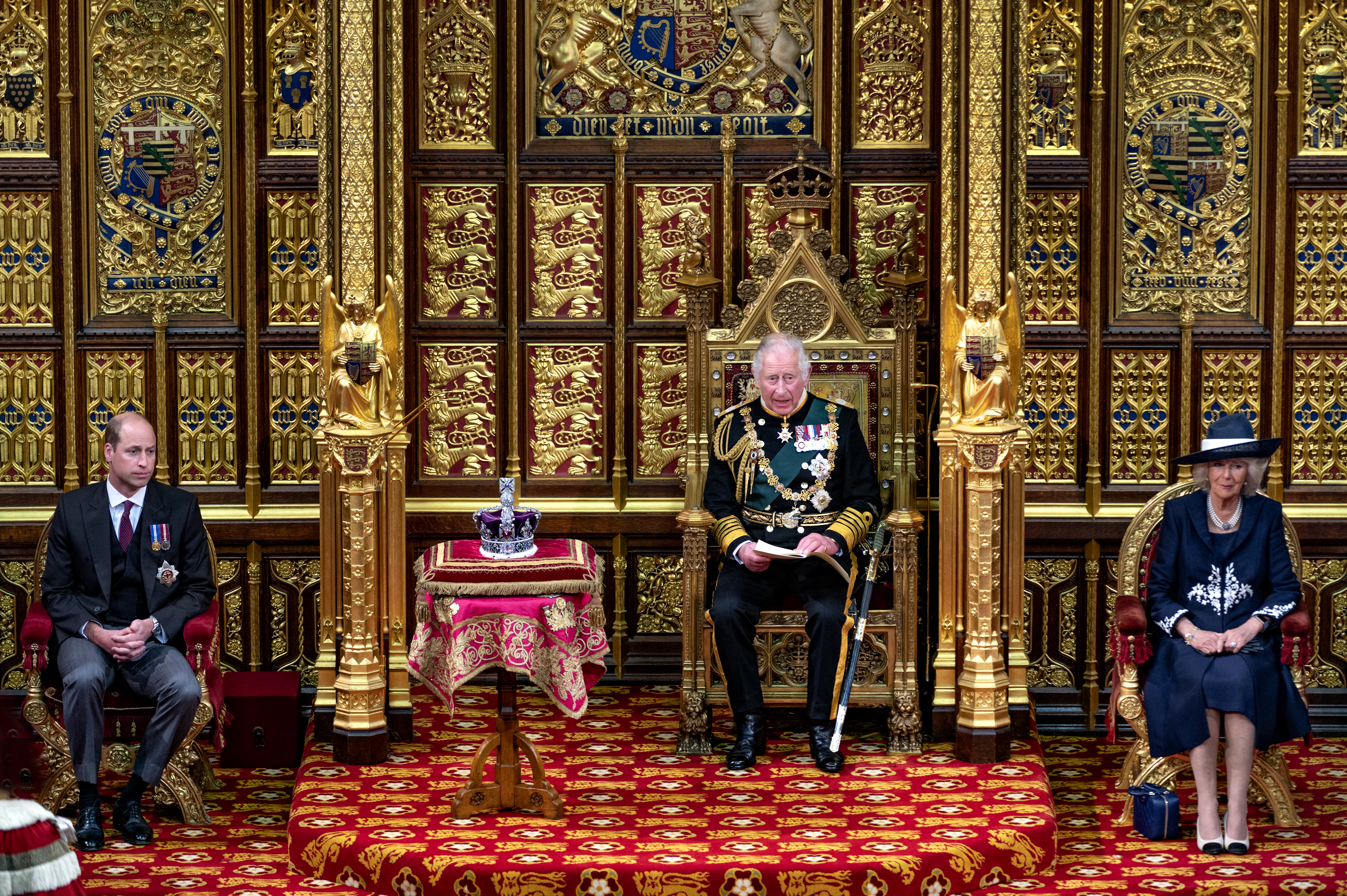
Le prince William assistant à la lecture du discours du Trône par son père, en tant que conseiller d’État, alors que celui-ci remplace la reine Élisabeth II, le 10 mai 2022.

En 2009, un bureau privé est mis en place pour lui par sa grand-mère, avec, comme conseiller, Sir David Manning. Sir David Manning l'accompagne en janvier 2010 lors de sa visite à Auckland et à Wellington au nom de la Reine ; le prince William inaugure le nouveau bâtiment de la Cour suprême de Nouvelle-Zélande avant d'être accueilli par un chef Maori. En mars 2011, il visite Christchurch en Nouvelle-Zélande, à la suite du séisme, et y préside au nom de sa grand-mère un service commémoratif à Hagley Park (pt),. Après avoir quitté la Nouvelle-Zélande, le prince William se rend en Australie, où il effectue une visite dans les zones durement touchées par les inondations dans les États de Queensland et Victoria,. Ayant accompagné deux fois ses parents au Canada, le duc et la duchesse de Cambridge effectue une visite officielle du pays en juin et juillet 2011, pour les célébrations de la fête nationale à la Colline du Parlement,. Il est prévu que le duc de Cambridge prenne à son compte un nombre de plus en plus important de cérémonies et de devoirs royaux. Il est fait chevalier de l'Ordre du Chardon à Edimbourg le 5 juillet 2012.
En janvier 2020, la reine Élisabeth II le nomme Lord Haut Commissaire de l'assemblée générale de l'Église d'Écosse. Le palais de Kensington annonce le 2 novembre 2020 que le prince William est testé positif au Covid-19 au mois d'avril de la même année. La presse britannique révèle le témoignage d'un proche du prince, selon lequel William aurait été « durement touché » par le virus, au point d'avoir « du mal à respirer pendant quelques jours ». Selon un communiqué du palais, le duc de Cambridge préfère garder le silence dans l'immédiat sur son état de santé afin de « ne pas inquiéter la population ». Le 10 mai 2022, pour la première fois, il apparaît dans la Chambre des lords au Parlement en tant que conseiller d’État, accompagnant son père pour le discours du Trône lors de la traditionnelle cérémonie d'ouverture du Parlement, ce dernier remplaçant la reine Élisabeth II qui souffre de problèmes de mobilité. Lors des célébrations du jubilé de platine d'Élisabeth II, en juin 2022, le prince William prononce un discours devant plusieurs milliers de personnes devant le palais de Buckingham, pendant le concert « Platinum Party at The Palace », au cours duquel il rend hommage à la « vie au service des autres » de sa grand-mère.

### Prince héritier du Royaume-Uni
Le 8 septembre 2022, à la mort de la reine Élisabeth II, le prince Charles monte sur le trône. William devient automatiquement prince héritier du Royaume-Uni et héritier du trône. Il hérite de la plupart des titres de son père, notamment ceux de duc de Cornouailles et duc de Rothesay. Il est créé prince de Galles le lendemain par le nouveau monarque. Le 10 septembre, dans un communiqué publié par le palais de Kensington, il dit vouloir « soutenir » son père, le roi Charles III, et qu’il lui faudra « du temps » pour pouvoir s’habituer à « la vie sans mamie » (la reine) qu’il qualifie enfin de « leader extraordinaire ».
La nomination de William en tant que prince de Galles suscite l’indignation de certains Gallois. Une pétition en ligne est lancée par des habitants du pays de Galles et recueille rapidement plus de 25 000 signatures pour supprimer le titre qui constitue, selon les signataires, « une insulte au Pays de Galles et le symbole de l’oppression historique ».
Il n'est pas prévu qu'une grande cérémonie, comparable à celle de son père en 1969 au château de Caernarfon, soit organisée pour l'intronisation de William comme prince de Galles,.
William et Catherine visitent Anglesey et Swansea le 27 septembre 2022, ce qui marque leur première visite au Pays de Galles depuis qu'ils sont devenus prince et princesse de Galles. Ils visitent ensuite le Parlement gallois en novembre, avant de rencontrer le premier ministre gallois Mark Drakeford.
En novembre 2022, le prince William et son épouse réalisent leur tout premier voyage à l’étranger en tant que prince et princesse de Galles, et se rendent à Boston aux États-Unis. William rencontre le président américain Joe Biden à cette occasion. Durant ce déplacement, un porte-parole du prince de Galles déclare que « le racisme n’a pas sa place dans la société », en réponse à une polémique impliquant la marraine de William, Susan Hussey.
En février 2023, le prince et la princesse de Galles se rendent à Falmouth, marquant leur première visite dans la région depuis qu'ils sont devenus duc et duchesse de Cornouailles. En mars, le prince de Galles effectue un déplacement seul en Pologne au cours duquel il se rend à Rzeszów pour rencontrer les troupes polonaises et britanniques ainsi que des réfugiés ukrainiens, et s’entretient avec le président Andrzej Duda. Le 13 octobre 2023, le prince et la princesse de Galles condamnent les attaques du Hamas contre Israël, déclarant que « tous les Israéliens et les Palestiniens continueront d'être pourchassés par le chagrin, la peur et la colère pendant encore quelques années ».
En février 2024, le prince William visite le siège de la Croix-Rouge britannique où il rencontre des travailleurs humanitaires qui aident les civils dans le conflit entre Israël et Gaza, et appelle à la fin des combats dans un communiqué où il déclare que « Gaza a désespérément besoin d'une aide humanitaire accrue », et qu’il est « essentiel que l'aide soit acheminée et que les otages soient libérés ». Lors des commémorations du 80e anniversaire du débarquement de Normandie, le 6 juin 2024, William assiste seul (son père et son épouse étant tous deux atteints d’un cancer,) à la cérémonie internationale de Saint-Laurent-sur-Mer, en présence de nombreux chefs d’État.
Le 7 décembre 2024, le prince William assiste, sans son épouse,, à la réouverture de la cathédrale Notre-Dame de Paris, représentant le Royaume-Uni à la demande du gouvernement britannique. L'événement marque la fin de cinq années et demie de travaux de restauration à la suite de l'incendie de la cathédrale en avril 2019. Après la cérémonie, le prince rencontre le président élu des États-Unis, Donald Trump, à l'ambassade du Royaume-Uni à Paris,.

### Accession future au trône
Lorsque son père, le roi Charles III, viendra à mourir ou abdiquer, le prince William deviendra le nouveau roi du Royaume-Uni. Premier dans l’ordre de succession au trône, l’actuel prince de Galles héritera également des trônes des quatorze autres royaumes du Commonwealth. S’il choisissait de conserver son prénom de naissance, dans l’éventualité de son avènement, le prince William deviendrait le roi Guillaume V (William V  en anglais),,.

## Mariage et descendance

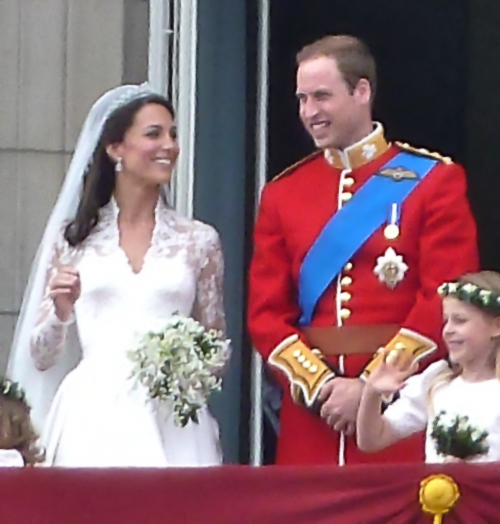
Le duc et la duchesse de Cambridge au balcon du palais de Buckingham, après la cérémonie de mariage, le 29 avril 2011.

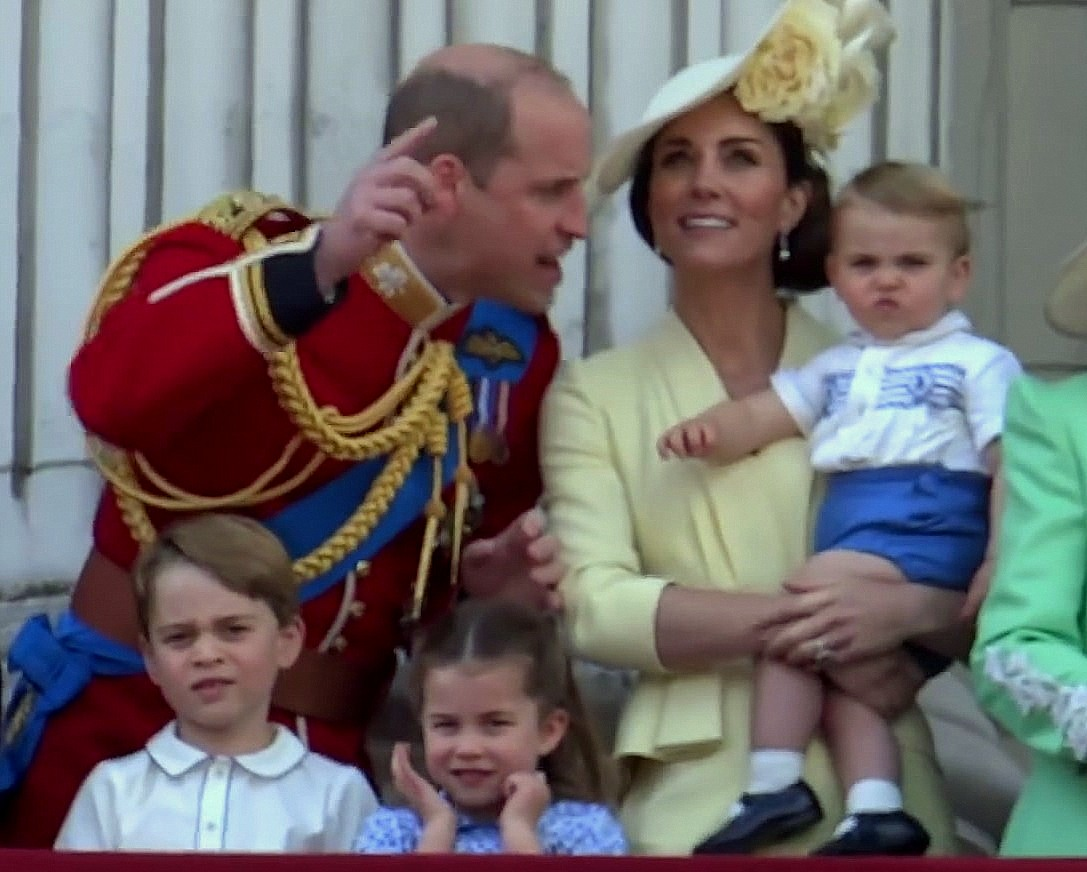
George de Galles, Charlotte de Galles, Louis de Galles, avec leurs parents lors du Trooping The Colour en 2019.

À l'automne 2002, le prince William quitte les dortoirs de l'université de St. Andrews pour s'installer avec trois amis dans une résidence privée dans la ville écossaise. Parmi ses colocataires, Catherine Middleton, dont il s'est rapproché au fil des mois, jusqu'à ce que leur relation soit officialisée au Noël de 2003. Depuis, les deux jeunes gens continuent à faire appartement commun le temps de finir leurs études, en juin 2006. La jeune femme, fille d'un entrepreneur anglais, réussit à se faire apprécier de l'exigeante maison Windsor. Le 14 avril 2007, on apprend la rupture du couple. Il se reforme quelques mois plus tard.
Le 16 novembre 2010, Clarence House, la résidence royale du prince de Galles, annonce que William et Kate se sont fiancés en octobre au Kenya et qu'ils doivent se marier au cours de l'année 2011. Le mariage est célébré le 29 avril 2011 à 11 heures (heure locale) à l'abbaye de Westminster. À cette occasion, la Reine lui accorde les titres de duc de Cambridge, avec titres subsidiaires de comte de Strathearn et baron Carrickfergus.
Le prince et la princesse de Galles sont les parents de trois enfants :
1. le prince George Alexander Louis de Galles (né à Londres le 22 juillet 2013) ;
2. la princesse Charlotte Elizabeth Diana de Galles (née à Londres le 2 mai 2015) ;
3. le prince Louis Arthur Charles de Galles (né à Londres le 23 avril 2018)[67].

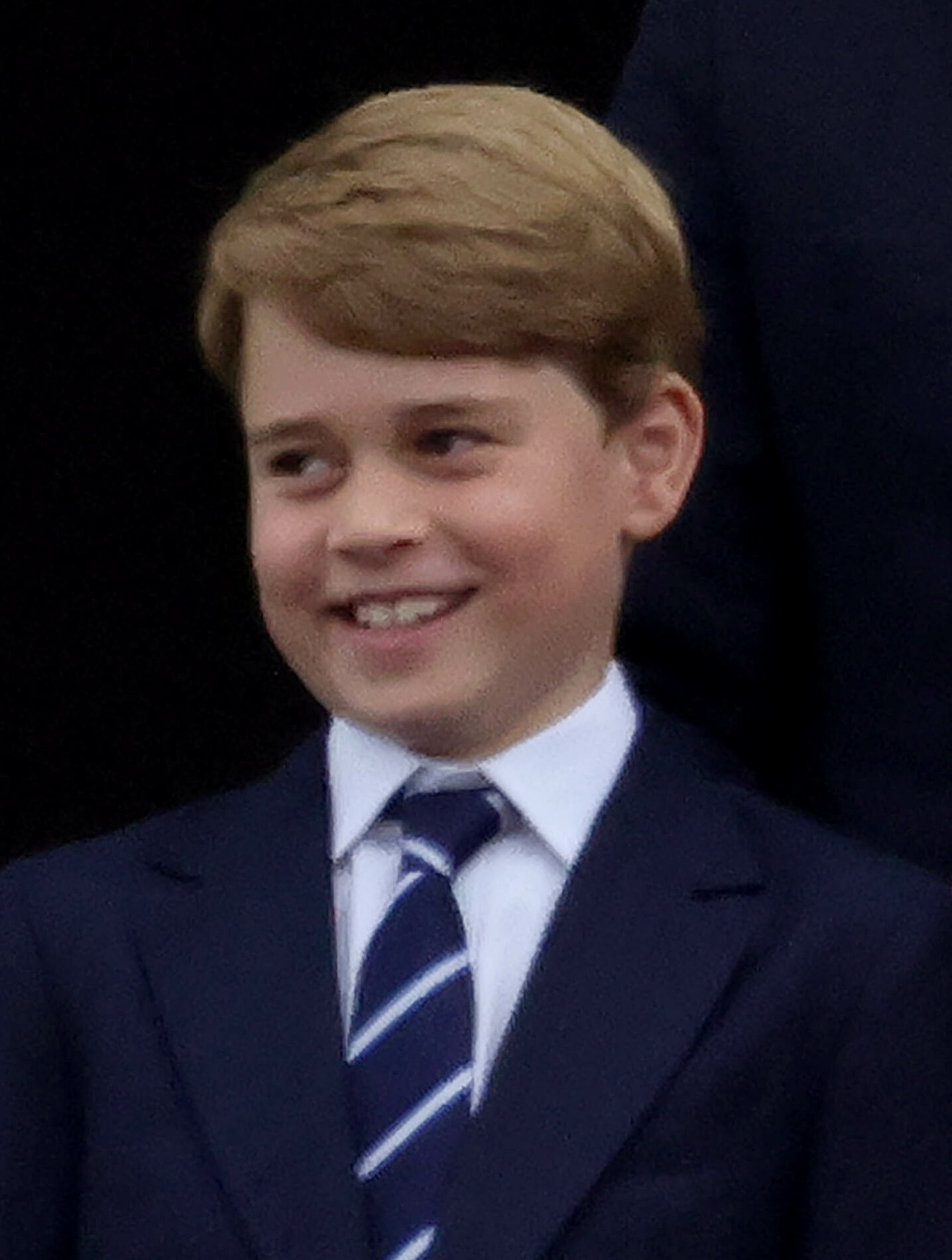
George de Galles
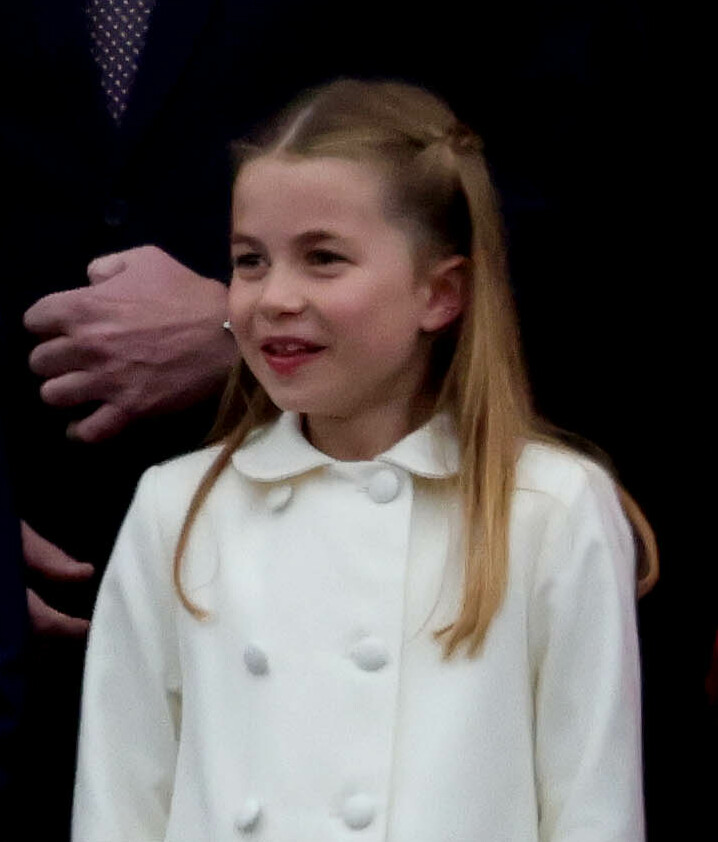
Charlotte de Galles
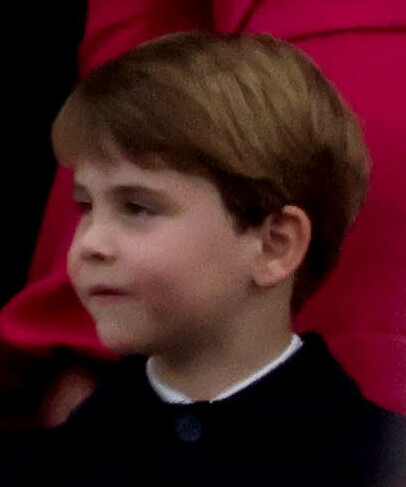
Louis de Galles

Le prince William et la duchesse de Cambridge s'installent après leur mariage au palais de Kensington à Londres, où ils vivent avec leurs enfants, puis, à l'été 2022, à Adelaide Cottage à Windsor,. Ils conservent, cependant, leur résidence de travail et de représentation au palais de Kensington.

## Nom de famille
Les princes et princesses de la famille royale britannique portant le prédicat d'altesses royales n'utilisent en général pas de nom de famille, selon un usage déjà ancien. Toutefois le patronyme de la dynastie est, officiellement, Mountbatten-Windsor. C'est le nom de famille de tous les descendants du prince Philip et la reine Élisabeth II à l'exclusion des femmes qui se marient. Le nom de Mountbatten-Windsor provient du nom de la maison de Windsor, décidé en 1917 par George V. Avant cette date, le nom dynastique était Saxe-Cobourg-Gotha, mais il a été changé en raison de sentiments anti-allemands pendant la Première Guerre mondiale.
En 1960, la reine et le prince Philip décident de créer un nom de famille pour leurs descendants directs, incorporant les noms Windsor et de Mountbatten. Le rameau de Battenberg de la maison de Hesse, d'origine allemande, dont est issue la mère du prince Philip, change son nom en celui de Mountbatten au même moment que les Windsor. Ce nom, porté par sa mère, est repris par le duc d'Édimbourg en 1948 lors de son mariage avec la princesse héritière Élisabeth, alors que son père est issu de l'ex-maison royale de Grèce et de l'actuelle maison royale de Danemark (ou maison d'Oldenbourg).
Le nom de Mountbatten-Windsor n'est porté que par les descendants de l'actuel couple royal ne portant pas le prédicat d'altesse royale. Toutefois, seuls deux membres de la ligne mâle sont actuellement dans ce cas : les enfants du comte et de la comtesse de Wessex, qui portent le nom seul de Windsor, comme le reste des descendants du roi George V.
À l'université et en parlance militaire, les princes William et Harry utilisent le nom Wales comme fils du prince de Galles (Prince of Wales).

## Grades militaires
- 8 janvier 2006 – 16 décembre 2006 : aspirant (Officer Cadet)
- 16 décembre 2006 – 16 décembre 2006 : sous-lieutenant (Cornet), Blues & Royals
- 16 décembre 2006 – 1er janvier 2009 : lieutenant, Blues & Royals
- 1er janvier 2008 – 1er janvier 2009 : sous-lieutenant (Flying Officer), Royal Air Force
- 1er janvier 2008 – 1er janvier 2009 : enseigne de vaisseau (Sub-Lieutenant), Royal Navy
- 1er janvier 2009 – 1er janvier 2016 : lieutenant de vaisseau (Lieutenant), Royal Navy
- 1er janvier 2009 – 1er janvier 2016 : capitaine, Blues & Royals
- 1er janvier 2009 – 1er janvier 2016 : capitaine d'aviation (Flight Lieutenant), Royal Air Force
- depuis le 1er janvier 2016 : capitaine de corvette (Lieutenant commander), Royal Navy
- depuis le 1er janvier 2016 : Commandant (Major)
- depuis le 1er janvier 2016 : commandant (Squadron leader), Royal Air Force

## Titres et honneurs

### Titulature complète
En tant que fils de monarque, il est prince du Royaume-Uni de Grande-Bretagne et d'Irlande du Nord avec le prédicat d’altesse royale. En 2008, il reçoit la décoration de  l’ordre de la Jarretière. Début février 2011, il est nommé colonel des Irish Guards et le 29 avril 2011, ayant été créé duc de Cambridge, comte de Strathearn et baron Carrickfergus quelques heures avant son mariage.
Couramment appelé par son titre de prince de Galles, sa titulature complète est « Son Altesse Royale le prince William Arthur Philip Louis du Royaume-Uni, prince de Galles, duc de Cornouailles, de Rothesay et de Cambridge, comte de Chester, de Strathearn et de Carrick, baron Carrickfergus, chevalier compagnon royal de l'ordre très noble de la Jarretière, chevalier extraordinaire du très ancien et noble ordre du Chardon ».
Il est connu successivement sous les titres suivants :
- 21 juin 1982 - 29 avril 2011 : Son Altesse Royale le prince William de Galles (naissance) ;
- 29 avril 2011 - 8 septembre 2022 : Son Altesse Royale le duc de Cambridge ;
  - en Écosse : Son Altesse Royale le comte de Strathearn ;
- depuis le 8 septembre 2022 : Son Altesse Royale le duc de Cornouailles et de Cambridge ;
  - en Écosse : Son Altesse Royale le duc de Rothesay, comte de Strathearn ;
- depuis le 9 septembre 2022 : Son Altesse Royale le prince de Galles[41],[72].

### Armes
- Armoiries 
du prince William, 
fils de Charles, 
prince de Galles 
(2000-2008).
- Armoiries 
du prince William, 
fils de Charles, 
prince de Galles 
(2008-2011).
- Armoiries 
du duc de Cambridge, 
fils de Charles, 
prince de Galles 
(2011-2022).
- Armoiries 
du duc de Cornouailles et de Cambridge, 
fils de Charles III 
(depuis 2022).

Armoiries du prince William, fils de Charles, prince de Galles (2000-2008).
Armoiries du prince William, fils de Charles, prince de Galles (2008-2011).
Armoiries du duc de Cambridge, fils de Charles, prince de Galles (2011-2022).
Armoiries du duc de Cornouailles et de Cambridge, fils de Charles III (depuis 2022).

À sa majorité, comme il est de coutume dans la famille royale britannique, le prince William se voit accorder ses propres armoiries par sa grand-mère, la reine Élisabeth II. De manière traditionnelle, il s'agit des armes du Royaume-Uni brisées par un lambel à trois pendants et comportant un élément des armoiries de sa mère (les coquilles présentes sur le blason des Spencer). Son frère, le prince Harry, arbore le même type de blason, mais avec un lambel à cinq pendants.
| Blason | Blasonnement : Écartelé, en I et IV de gueules aux trois léopards d'or, en II d'or, au lion de gueules, au double trescheur fleuronné et contre-fleuronné du même et en III d'azur, à la harpe d'or, cordée d'argent, un lambel à trois pendants d'argent brochant sur la partition, le deuxième pendant chargé d'une coquille de gueules. |

Depuis le 8 septembre 2022, il arbore des armoiries légèrement différentes (couronne, heaume, lambel). 
Jusqu'à présent, il ne porte pas les armoiries de prince de Galles avec les signes distinctifs du pays de Galles et du duché de Cornouailles, telles que portées depuis le futur George V.
| Blason | Blasonnement : Écartelé, en I et IV de gueules aux trois léopards d'or, en II d'or, au lion de gueules, au double trescheur fleuronné et contre-fleuronné du même et en III d'azur, à la harpe d'or, cordée d'argent, un lambel à trois pendants d'argent brochant sur la partition. |

### Étendards héraldiques

Étendard anglais du prince de Galles.
Étendard écossais du duc de Rothesay.
Bannière du duc de Cornouailles.
Étendard canadien du prince de Galles.

### Ordres
- Chevalier de l'ordre de la Jarretière (KG), le 23 avril 2008 ;
- Chevalier de l'ordre du Chardon (KT) le 25 mai 2012 ;
- Grand maître de l'ordre du Bain (GCB), le 23 avril 2024.

#### Médailles
- Médaille du jubilé d'or d'Élisabeth II (le 6 février 2002) ;
- Médaille du jubilé de diamant d'Élisabeth II (le 6 février 2012) ;
- Médaille du jubilé de platine d'Élisabeth II (le 6 février 2022) ;
- Médaille du couronnement de Charles III (le 6 mai 2023).

#### Académiques
- depuis le 6 juillet 2009 : conseiller de l’honorable société du Middle Temple ;
- depuis le 23 juin 2010 : fellow honoraire de la Royal Society (FRS).

### Décorations étrangères
- Joint Service Achievement Medal (États-Unis, le 6 juillet 2008)[73] ;
- Grand-croix de l'ordre du Mérite des Tuvalu (le 30 octobre 2017)[74] ;
- Grand officier de la Légion d'honneur (France, le 8 juillet 2025).

### Grades militaires honorifiques

#### Canada
- depuis le 10 novembre 2009 : ranger-honoraire du Canada[75]

#### Royaume-Uni
- depuis le 8 août 2006 : commodore-en-chef de l'HMNB Clyde
- depuis le 8 août 2006 : commodore-en-chef de la RN Submarine Service
- depuis le 8 août 2006 : commodore-en-chef de la RN en Écosse
- depuis le 3 octobre 2008 : commandant-honoraire de RAF Coningsby
- 10 février 2011 – 21 décembre 2022 : colonel du régiment des Irish Guards
- depuis le 22 décembre 2022 : colonel du régiment des Welsh Guards

## Activités humanitaires
En 2009, le prince William et son frère Harry fondent leur propre association caritative baptisée « fondation Prince William et Prince Harry ». Cette association a, entre autres pour objectif :
- l'aide aux jeunes défavorisés britanniques ayant besoin de conseils et de soutien ;
- le développement durable des ressources naturelles et de l'environnement naturel ;
- l'aide aux soldats, à leurs familles et aux anciens combattants des forces armées britanniques…

En mars 2011, William et Catherine annoncent la mise en place d'un fonds sous l'égide de la fondation Prince William et Prince Harry. Par ce fonds, le couple royal affiche sa volonté de voir des dons effectués à des associations en lieu et place des traditionnels cadeaux de mariage. L'argent ainsi récolté, réparti entre 26 associations choisies par William et Catherine, finance des causes importantes à leurs yeux (les forces armées, les enfants, les personnes âgées, les arts, les sports…).
La plupart des membres de la famille royale britannique assurent également le patronage d'associations d’intérêt public. Le combat de Diana, princesse de Galles, contre les mines antipersonnel en Afrique fut particulièrement médiatisé et son action fut prépondérante dans la signature par 122 pays du Traité pour l’interdiction des mines antipersonnel, appelé traité d'Ottawa, le 3 décembre 1997 (donc, peu de temps après son décès).

## Centres d'intérêt
Suivant l'exemple de ses parents, le prince William s'intéresse à partir d'un âge relativement précoce à diverses causes. La défunte princesse travaillant pour l'aide et la prévention du sida, et le prince de Galles pour l'environnement naturel et les centres-villes défavorisés, il s'est naturellement dirigé vers ces domaines. Il montre également une volonté de se concentrer sur les nécessiteux en Afrique, travaillant parfois avec la fondation de son frère, Sentebale.